# Palazzo Orsini Pio Righetti

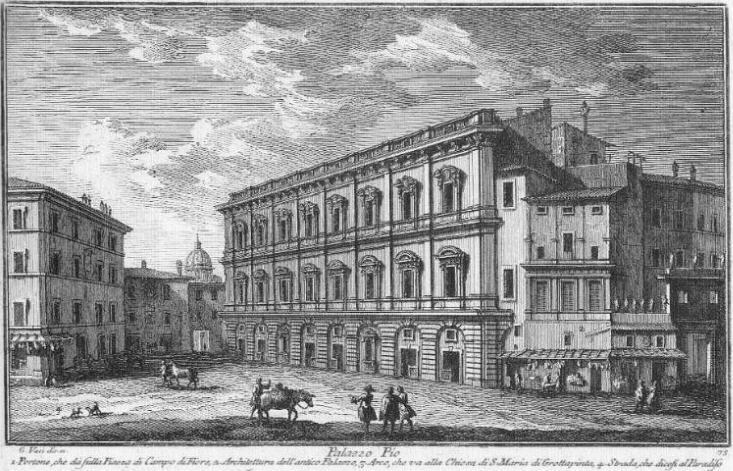
Vista do palácio a partir de um ponto no Campo dei Fiori (uma vista impossível atualmente por causa das construções no local). À direita, a parte mais antiga do edifício, incorporada ao palácio e conhecida como Torre Arpacata ou Palazzo dell'Orologio e ainda hoje visível a partir do Campo. No centro, a grande fachada nova, visível na Piazza del Biscione. Imediatamente à esquerda dela, após o arco conhecido como Passetto del Biscione, o edifício do antigo estábulo, onde está a Madonella.

Palazzo Orsini Pio Righetti, conhecido também como Palazzo Pio Righetti, Palazzo Orsini Pio e apenas Palazzo Pio, é um palácio renascentista localizado principalmente na Piazza del Biscione e parte no Campo dei Fiori, no rione Parione de Roma.

## Piazza del Biscione

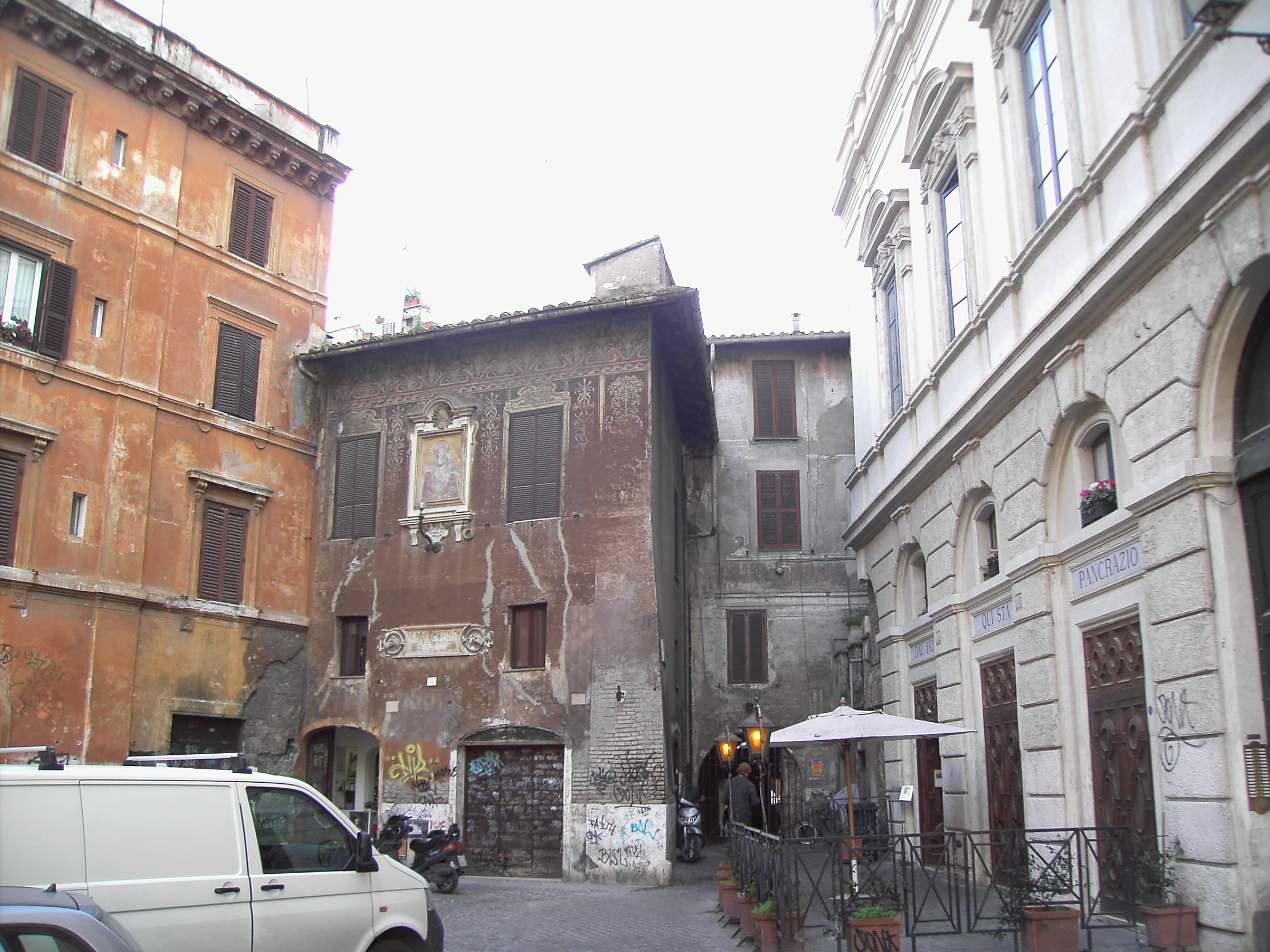
Vista da Piazza del Biscione. À direita o palácio. No centro, o Passetto del Biscione e à esquerda, o antigo estábulo do palácio, com a Madonella. Compare com a gravura.

A origem do nome desta pequena praça é incerta e a hipótese mais provável parece ser a de que ele está relacionado à serpente (biscione) representada no brasão da família Orsini, proprietária desta região, que abrigava até então diversas residências fortificadas com torres à volta da torre chamada "Arpacata" (nome de origem ignorada) ainda no século XII. Outra hipótese defende que seu nome deriva da serpente dos Visconti que era o símbolo de um albergue no local de propriedade de (ou gerido por ) um milanês: esta hipótese, apesar de reforçada pelo fato de que a região de fato abrigava uma grande quantidade de albergues, não convence, pois quase sempre os albergues derivam seus símbolos dos lugares onde estão e não vice-versa.

## História

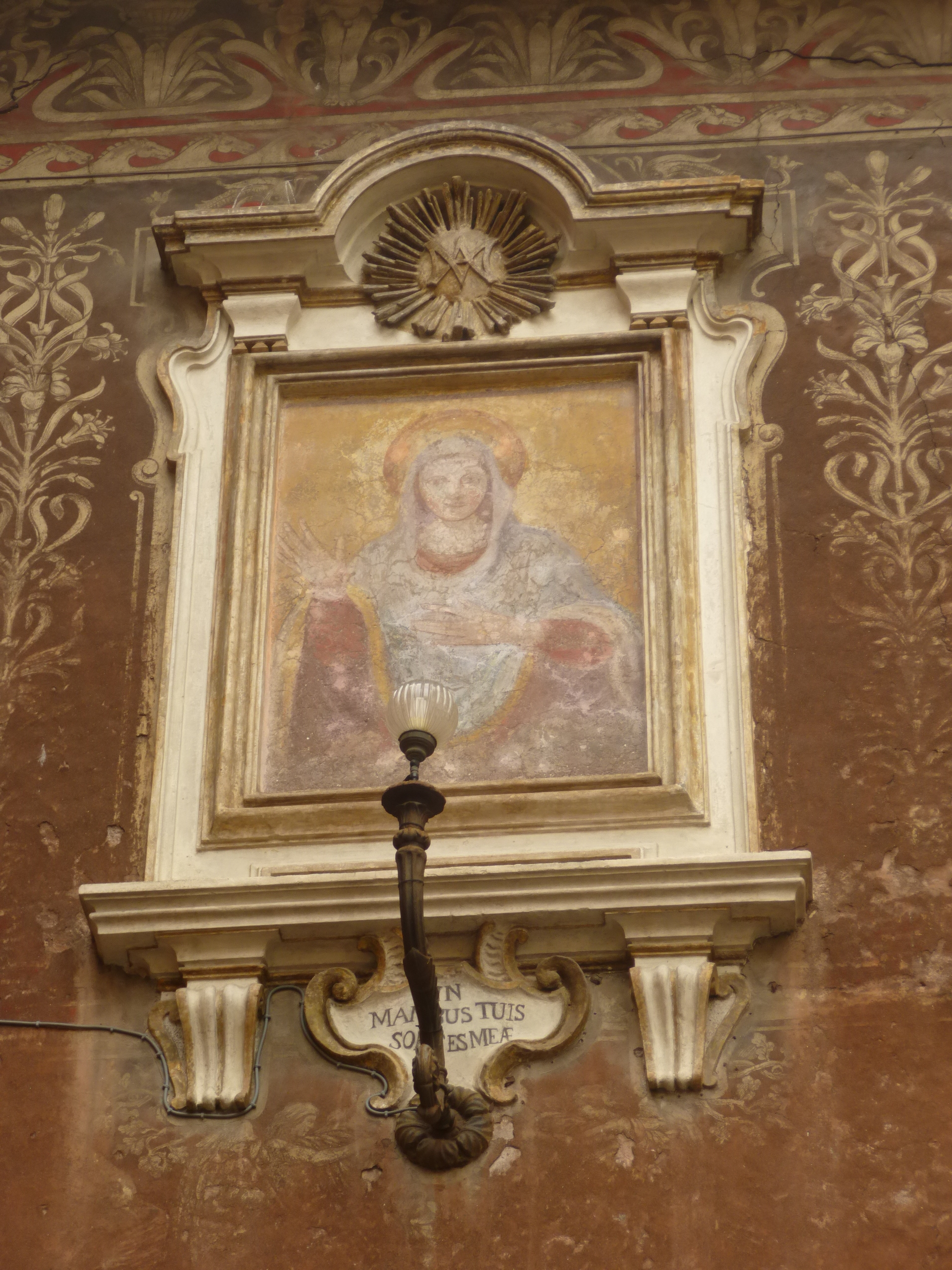
Madonella no edifício do antigo estábulo.

Este vasto palácio do século XVII ocupa parte do local onde ficavam as ruínas (popularmente conhecidas como "trullo") do antigo Teatro de Pompeu, especialmente a base do Templo da Vênus Victrix. A região onde ficavam diversas ruínas antigas tornou-se propriedade da família Orsini em 1150, que construiu ali suas fortificações. O atual palácio foi erigido por volta de 1450 pelo cardeal Francesco Condulmer, sobrinho do papa Eugênio IV. Em 1494, o edifício voltou para as mãos dos Orsini por obra de Virginio Orsini, que realizou uma primeira reforma no edifício e instalou um relógio na antiga Torre Arpacata — atualmente incorporada ao palácio e provavelmente identificável como sendo o edifício estreito e quadrado situado à esquerda do Cinema Farnese e visível no Campo dei Fiori — o que valeu ao edifício o nome de Palazzo dell'Orologio. 
Nos primeiros anos do século XVII, o palácio passou para os Pio de Saboia da cidade de Carpi, que, em 1667, encomendaram ao arquiteto Camillo Arcucci uma reestruturação completa e a construção de uma majestosa fachada com dois pisos de oito janelas cada pontuada por pilastras e com tímpanos com cabeças de leão e pinheiros no primeiro plano e com tímpanos triangulares decorados com águias coroadas no segundo, todos emblemas heráldicos dos Pio de Saboia. O beiral, por outro lado, é suportado por mísulas com prótomos de leões e rosas, emblemas dos Orsini. Nesta mesma época, os Pio adquiram o feudo de San Gregorio da Sassola, onde construíram um novo quarteirão que ainda leva o nome deles.
Na metade do século XVIII, o palácio foi vendido em conjunto para o príncipe Lancellotti, ao monsenhor Ottaviano Bufalini e à família Santacroce. A vasta coleção da família Pio foi adquirida pelo papa Bento XIV e terminou, em grande parte, na Pinacoteca Capitolina.
No século XIX, um banqueiro da família Righetti adquiriu o palácio. Durante escavações necessárias para a consolidação da estrutura, foi descoberta, em 1864, uma estátua de Hércules (conhecida como "Hércules Righetti"), atualmente exposta nos Museus Vaticanos. Em 1866, o local se tornou a sede da Lotto e, em 1887, a propriedade passou para o Istituto Tata Giovanni, fundado por Giovanni Borgi, um empreiteiro romano que dedicou sua vida aos órfãos. Documentos sobre o Teatro de Pompeu desta época indicam que, já em 1919, novas construções haviam preenchido completamente o grande pátio interno. Durante a década de 1930, diversas escavações em grande escala e projetos de limpeza urbana foram propostas pelo teatro e suas imediações, o que levaria à completa demolição de todas as construções pós-antigas no local. Na década de 2010 estavam em andamento diversas escavações no átrio do edifício, a área da fundação do Templo de Vênus Victrix. 
O Istituto Tata Giovanni permaneceu no palácio até 1926, quando foi transferido para uma nova sede na Viale Ardeatino e um período de confusão se seguiu: o terceiro e o quarto pisos do palácio ficaram fechados e acabaram se deteriorando até que a University of Washington começou uma obra de restauração. Atualmente, a universidade ocupa, além destes dois pisos, o piso nobre do palácio.

## Antigo estábulo do palácio

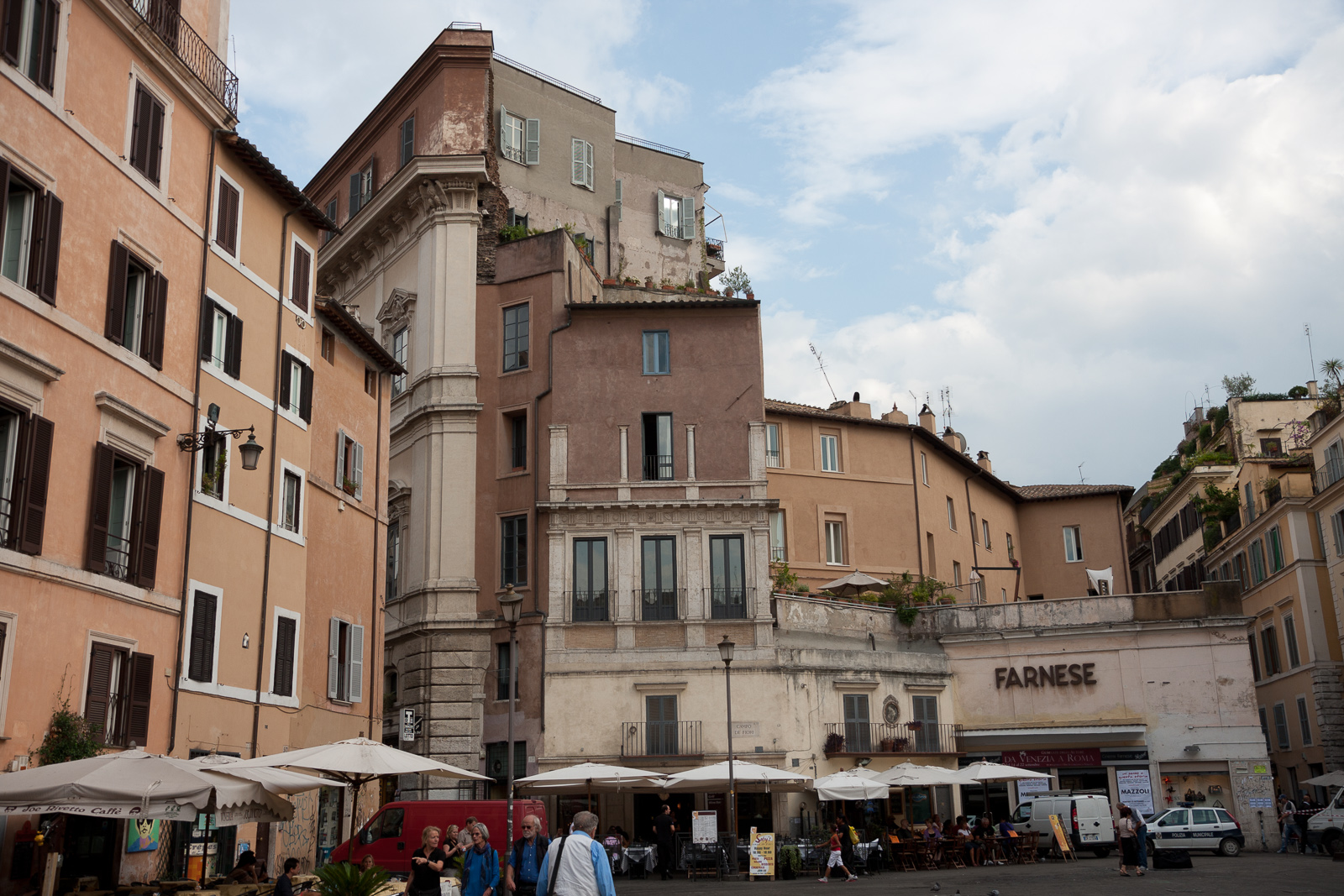
A porção mais antiga do palácio ainda visível no Campo dei Fiori, conhecida como Torre Arparcata. Compare com a gravura.

De frente para o palácio fica um pequeno edifício ricamente decorada em graffiti de cores muito vivas, entre as quais um grego formada por cabeças de cavalo: muito provavelmente é o edifício que antigamente abrigava o estábulo do Palazzo Pio Orsini Righetti. Neste edifício está uma pequena Madona (Madonnella) inserida no interior de uma cornija retangular de estuque com volutas na parte superior e tímpano de linhas mistas sobre o qual está uma coroa de raios com o monograma de Maria. Este afresco é conhecido como "Madonna del Latte", talvez pela posição da mão esquerda sobre o seio. Na parte inferior está uma mísula abaixo da qual está uma luminária curvada de ferro e a inscrição "IN MANIBUS TUIS SORTES MEAE" ("Em Tuas mãos, o meu destino").